# 背甲月眼魚
背甲月眼魚，為輻鰭魚綱骨舌魚目月眼魚科的其中一種，分布於北美洲哈德遜灣、聖羅倫斯河、五大湖、密西西比河至墨西哥灣間的淡水流域，體長可達47公分，生活在水深、水質混濁的溪流、湖泊、溝渠、水塘等水域，夜間覓食，屬肉食性，生活習性不明。

## 擴展閱讀
- 维基共享资源上的相關多媒體資源：背甲月眼魚